# River Phoenix
River Phoenix (Metolius, Oregon, 23 d'agost de 1970 - Hollywood, Los Angeles, Califòrnia, 31 d'octubre de 1993) va ser un actor i músic estatunidenc. Fou nominat com a millor actor secundari als Oscars i als Globus d'Or per la pel·lícula Running on Empty (1988), i va guanyar la Copa Volpi per la millor interpretació masculina a la Mostra de Venècia per My Own Private Idaho (1991). Va morir de sobredosi als 23 anys, i va ser incinerat. Era el germà gran dels també actors Rain, Liberty, Summer, i Joaquin Phoenix, i va ser parella de l'actriu Martha Plimpton.
Phoenix va ser molt conegut també pel seu activisme pels drets dels animals, arribant a fer campanya a favor de PETA.
| « | I would never, never do anything unless I believed in it. (Mai no faria res en què no cregués). | » |

## Biografia
River Jude Bottom va néixer en una cabana a Metolius (Oregon), a vuit quilòmetres al sud de Madras. Els seus pares, John Lee Bottom i Arlyn Sharon Dunetz (que més tard va canviar el seu nom a Heart Phoenix), el van anomenar així pel riu de la novel·la Siddhartha de Hermann Hesse, i Jude pel tema dels Beatles, «Hey Jude». L'actor posteriorment va descriure als seus pares com «hippies» en una entrevista per a la revista People. El  1968, Heart va abandonar la seva família a la ciutat de Nova York i va viatjar creuant els Estats Units, coneixent d'aquesta manera John, mentre feia auto-stop al nord de Califòrnia. La parella es va casar el 13 de setembre de 1969, menys d'un any després d'haver-se conegut.
El 1973, la família es va unir a una secta religiosa anomenada «Nens de Déu» i es van convertir en missioners. Mentre vivien a Crockett (Texas), va néixer el seu segon fill, Rain Joan of Arc Bottom, el 12 de novembre de 1972. El tercer fill, Joaquin Phoenix va néixer el 28 d'octubre de 1974 a San Juan, Puerto Rico, a causa dels diversos viatges que van haver de fer com a missioners de la secta. Després de la seva estada a Puerto Rico, es van traslladar a Veneçuela, on va néixer Liberty Bottom el 5 de juliol de 1976. Tot i que John Bottom va ser designat «Arquebisbe de Veneçuela i el Carib» de la secta, la família no va rebre suport financer del grup religiós i vivien en la pobresa. River tocava la guitarra i cantava, sovint al costat de la seva germana Rain, sovint a les cantonades a canvi de diners i menjar per ajudar a la família.

### Primers anys
Finalment, Arlyn i John es van anar desil·lusionant amb els «Nens de Déu»; Arlyn va afirmar més tard a un periodista que ella i el seu espòs es van oposar a la pràctica, pròpia del culte, coneguda com a «Flirty Fishing», que consisteix en una forma de prostitució religiosa, dient: «El grup estava sent distorsionat pel líder, David Berg, que cada vegada es tornava més ric i poderós. Ell buscava atreure deixebles rics a través de sexe. No pot ser». La família Bottom va acabar abandonant el grup i van quedar sota la tutela de Stephen Robert Wood, un capellà catòlic, en una església a Veneçuela. Va ser durant els últims anys a Amèrica del Sud que tota la família Phoenix es va tornar vegana, encoratjats per River i Joaquin, que van testificar els mètodes dels pescadors locals per matar les seves preses.
El 1978, la família va tornar als Estats Units amagats en un vaixell de càrrega. Després de la seva arribada, es van traslladar amb els avis materns de Phoenix a Florida. El 10 de desembre de 1978 va néixer la filla menor, Summer Joy Bottom, a Winter Park. El 2 d'abril de 1979, la família va canviar oficialment el seu cognom al de Phoenix, per l'au mítica que reneix de les seves pròpies cendres, simbolitzant un nou començament. A més, van adoptar el veganisme com a dieta i estil de vida. Durant la seva estada a Florida, els nens de la família Phoenix es van convertir en artistes experimentats, amb River i Rain cantant i agradant al públic en concursos de talent i fires.

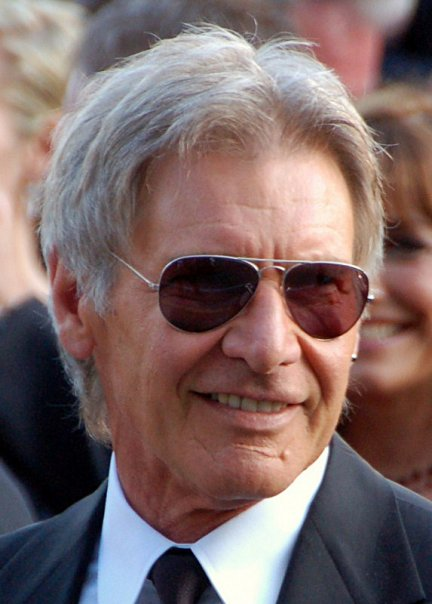
L'actor Harrison Ford va interpretar al seu pare a The Mosquito Coast, i va compartir amb River el paper d'Indiana Jones uns anys més tard en Indiana Jones i l'última croada.

### Carrera
A Los Angeles, Arlyn Phoenix estava treballant com a secretària a la cadena de televisió NBC. Va aconseguir, per a la seva família, una reunió amb l'agent de nens Iris Burton, que estava tan encantada amb la família que va acceptar fer-se càrrec dels cinc joves. River va començar la seva carrera com a actor, amb la seva primera aparició en un programa de televisió anomenat Fantasy, on va cantar al costat de la seva germana Rain.
Dos anys després, va actuar a la sèrie de la NBC Seven Brides for Seven Brothers, en la qual va interpretar al germà menor, Guthrie McFadden. River va fer l'audició per al paper tocant la guitarra i imitant a Elvis Presley, la qual cosa va convèncer el productor del programa Va ser també durant aquesta època quan l'actor va començar a ballar claqué.
La sèrie Seven Brides for Seven Brothers va finalitzar el 1983, i Phoenix posteriorment va aparèixer al telefilm Celebrity, on va actuar com el jove Jeffie Crawford. Tot i que tan sols hi va sortir en pantalla prop de deu minuts, el seu personatge té un paper molt important en la trama. Posteriorment, va actuar a The Riddle of Dyslexia, on va encarnar a un jove amb dislèxia. El seu germà Joaquin també hi va aparèixer amb un petit rol. Aquell mateix setembre, es va estrenar el pilot de la sèrie de televisió It's Your Move i River, que només té un diàleg, va interpretar a Brian. També va donar vida al fill de Robert Kennedy en el telefilm Robert Kennedy and His Times.
Quan el seu paper a Dyslexia va ser aclamat per la crítica, va ser contractat gairebé immediatament pel paper protagonista a la seva propera pel·lícula per a la televisió, Surviving: A Family in Crise. River va aparèixer com Philip Brogan al costat de Molly Ringwald i la difunta Heather O'Rourke. Aquesta va ser la seva última actuació a televisió abans d'aparèixer al cinema. A la pel·lícula Exploradors, dirigida per Joe Dante, va interpretar al jove científic Wolfgang Müller.

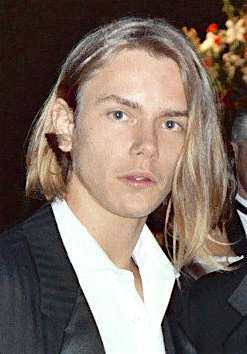
Phoenix el 1989.

Va tenir rols juvenils significatius a Compta amb mi (1986) de Rob Reiner, pel·lícula que va portar a Phoenix fama pública; La costa de 'los Mosquitos' (1986) de Peter Weir, en la qual Phoenix va interpretar al fill del personatge de Harrison Ford; A Night in the Life of Jimmy Reardon (1988) i a Little Nikita, al costat de Sidney Poitier.
Durant aquest temps, la família Phoenix continuaria movent-se regularment i arribaria als 40 llocs quan Phoenix va fer 18 anys. Després de completar la seva 6a pel·lícula, Running on Empty (1988) de Sidney Lumet, la família va fer la seva última escala a Micanopy, prop de Gainesville (Florida), el 1987.

### Reconeixements per les seves actuacions
A l'inici de 1989, Phoenix va ser nominat a l'oscar al millor actor secundari (i alhora al Globus d'Or) i va rebre el premi al millor actor secundari de la National Board of Review pel seu paper a Running on Empty. Aquell any també va interpretar al jove Indy a Indiana Jones i l'última croada.
Phoenix va conèixer l'actor Keanu Reeves mentre aquest estava filmant Parenthood al costat del germà de Phoenix, Joaquin. Els dos actuarien junts per primera vegada (al costat de Kevin Kline, Tracey Ullman i Joan Plowright) a T'estimo fins a la mort, i més tard a la pel·lícula avantguardista de Gus Van Sant, My Own Private Idaho. Pel seu paper, Phoenix va guanyar el reconeixement com a Millor actor en el Festival Internacional de Cinema de Venècia, la Societat Nacional de Crítics de Cinema i els Premis Independent Spirit. El film i el seu èxit va consolidar la imatge de Phoenix com un actor amb potencial d'home capdavanter. En una projecció de premsa per a la pel·lícula en el Festival de Cinema de Nova York, va predir correctament que un gran nombre de pel·lícules de temàtica gai estaven "a l'horitzó". La seva amistat amb Reeves i Van Sant va continuar fins a la seva mort. Just abans d'aquest film, va filmar una aclamada pel·lícula independent anomenada Dogfight, coprotagonitzada per Lili Taylor i dirigida per Nancy Savoca, en la qual Phoenix va representar a un jove Marine en la nit anterior a la seva partida al Vietnam, el novembre de 1963.
Phoenix es va associar amb Redford i novament amb Sidney Poitier en la pel·lícula de conspiració i espionatge Sneakers (1992). Un mes més tard, començaria producció per a la pel·lícula Silent Tongue, de Sam Shepard (que no sortiria fins a 1994). Després va aparèixer a la pel·lícula The Thing Called Love (1993) de Peter Bogdanovich, l'última pel·lícula completada abans de la seva mort.
Generalment considerat llavors com un dels actors joves en el cim més prometedors dels 80 i els 90, River i el seu germà menor Joaquin es convertirien més tard en els primers germans en la història de Hollywood a ser nominats per l'Oscar en la categoria de millor actor.

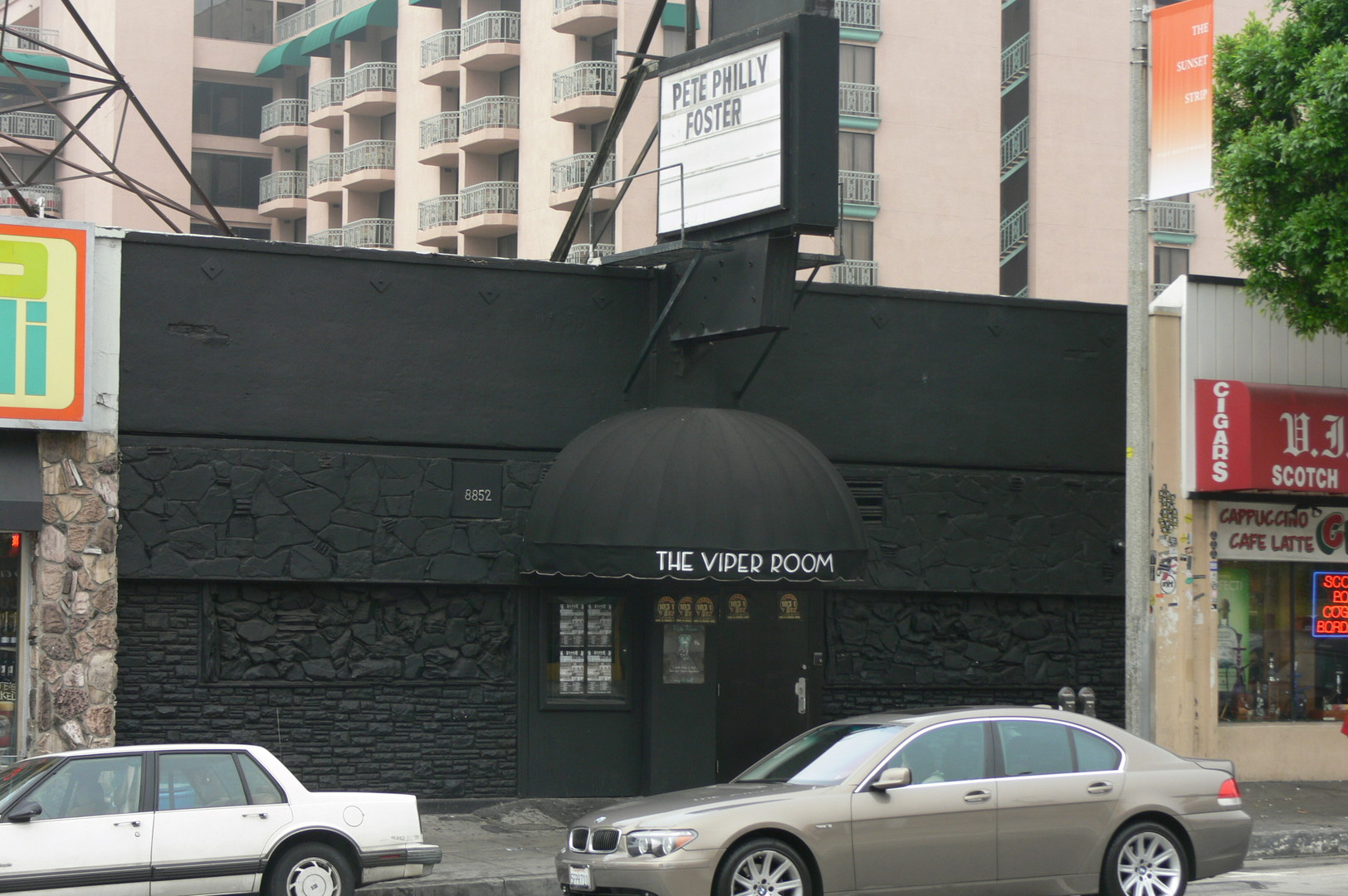
El club nocturn The Viper Room, a Sunset Strip.

## Mort
Abans de la seva mort, Phoenix havia donat bona imatge (de la qual ell es lamentava en entrevistes), en part per la discussió pública dels seus variats interessos socials, polítics, humanitaris i alimentaris, no sempre populars en els anys 80; com a resultat, la seva mort va provocar una gran cobertura per part dels mitjans d'aleshores. Al dia d'avui, la majoria dels seus familiars i amics es mantenen en silenci sobre aquest tema.
La nit del 30 d'octubre de 1993, Phoenix anava a tocar en viu amb el seu amic proper Michael "Flea" Balzary, dels Red Hot Chili Peppers, a The Viper Room, un club nocturn de Hollywood, el copropietari del qual era en aquells dies l'actor Johnny Depp. Phoenix havia tornat a Los Angeles a principi de setmana des de Utah per completar les tres setmanes de preses interiors restants del seu últim (i incomplet) projecte: Dark Blood. La seva germana petita Rain i el seu germà Joaquin van agafar un vol per unir-se-li al seu hotel. La promesa de Phoenix en aquell moment, Samantha Mathis, també va arribar, i tots ells estarien presents en l'escena de la mort de Phoenix, igual que els músics Gilby Clarke, Tommy Lee, John Corabi, Dave Navarro i Gibby Hayness.
En algun punt de la nit, Phoenix es va dirigir al bany per prendre drogues amb diversos amics i venedors. Es diu que un conegut li va oferir una mica de Persian Brown (una forma poderosa d'heroïna, que és aspirada), i poc després de consumir la droga es va començar a sentir malament. En les primeres hores de la matinada del 31 d'octubre, Phoenix es va desplomar fora del club a causa d'una sobredosi d'heroïna i cocaïna i va començar a sofrir convulsions durant 5 minuts. Joaquin va cridar al 911 i, durant la trucada, no va ser capaç de determinar si River respirava o no Rain, per la seva banda, va procedir a fer-li la respiració boca a boca.
Mentre això passava, Johnny Depp i la seva banda "P" (amb la participació de Flea i Gibby Haynes, de la banda The Butthole Surfers, també amic de River) estaven a l'escenari. Segons Haynes, la banda estava enmig de la cançó "Michael Stipe", la qual inclou el vers: "no vam tenir una part/ ni una peça del nostre cor/ no Michael, River Phoenix o Flea o jo" mentre Phoenix estava fora tenint convulsions sobre la vorera. Quan la notícia va arribar al club, Flea va deixar l'escenari i va córrer cap a fora. Els parametges havien arribat al lloc i van trobar mort a Phoenix, li van administrar medicaments per intentar restablir-li el pols. Va ser portat en ambulància al centre mèdic Cedars-Sinai, acompanyat de Flea Altres intents per reanimar a Phoenix (incloent la inserció d'un marcapasos) no van tenir resultat. Va ser declarat mort a la 1:51 (hora del Pacífic), la matinada del 31 d'octubre de 1993.

## Filmografia
- 1985: Exploradors (Explorers)
- 1986: Compta amb mi (Stand by Me)
- 1986: La costa de 'los Mosquitos' (The Mosquito Coast)
- 1988: Una nit a la vida d'en Jimmy Reardon (A Night in the Life of Jimmy Reardon)
- 1988: Espies sense identitat (Little Nikita)
- 1988: Running on Empty
- 1989: Indiana Jones i l'última croada (Indiana Jones and the Last Crusade)
- 1990: T'estimo fins a la mort (I Love You to Death)
- 1991: My Own Private Idaho
- 1991: Una noia diferent (Dogfight)
- 1992: Sneakers
- 1993: The Thing Called Love
- 1993: Elles també es deprimeixen (Even Cowgirls Get the Blues)
- 1994: Silent Tongue
- 2012: Dark Blood, filmada el 1993 però estrenada el 2012[20]